# Михайловка (Полібінська сільська рада)
Миха́йловка (рос. Михайловка) — село у складі Бугурусланського району Оренбурзької області, Росія.

## Населення
Населення — 89 осіб (2010; 151 у 2002).
Національний склад (станом на 2002 рік):
- росіяни — 85 %